# Wang Shichong
Wang Shichong (chinois : 王世充 ; pinyin : wáng shìchōng), mort en 621, est un général chinois de la dynastie Sui, qui renversa l'empereur Yang Tong (楊侗) et dirigea brièvement l'État de Zheng en tant qu'empereur.